# 심실세동
심실세동(心室細動, 의학: ventricular fibrillation, V-fib 또는 VF)은 심장이 제대로 수축하지 못해 혈액을 전신으로 보내지 못하는 현상을 말한다. 제세동기, 자동 제세동기로 전기충격을 주는 제세동 요법으로 치료하여야 하며, 부가적으로 리도카인의 정맥 주사를 고려할 수 있다.

## 같이 보기
- 심실빈맥